# ATP Challenger Perugia
Das ATP Challenger Perugia (offizieller Name: Internazionali di Tennis Città di Perugia) ist ein Tennisturnier in Perugia, das 2015 zum ersten Mal ausgetragen wurde. Es ist Teil der ATP Challenger Tour und wird auf Sand ausgetragen. Andrés Molteni ist mit zwei Titeln im Doppel Rekordsieger.

## Liste der Sieger

### Einzel
| Jahr | Sieger                  | Finalgegner             | Ergebnis       |
| ---- | ----------------------- | ----------------------- | -------------- |
| 2025 | Andrea Pellegrino       | Nerman Fatić            | 6:2, 6:4       |
| 2024 | Luciano Darderi         | Sumit Nagal             | 6:1, 6:2       |
| 2023 | Fábián Marozsán         | Edoardo Lavagno         | 6:2, 6:3       |
| 2022 | Jaume Munar             | Tomás Martín Etcheverry | 6:3, 4:6, 6:1  |
| 2021 | Tomás Martín Etcheverry | Witalij Satschko        | 7:5, 6:2       |
| 2020 | abgesagt                | abgesagt                | abgesagt       |
| 2019 | Federico Delbonis       | Guillermo García López  | 6:0, 1:6, 7:65 |
| 2018 | Ulises Blanch           | Gianluigi Quinzi        | 7:5, 6:2       |
| 2017 | Laslo Đere              | Daniel Muñoz de la Nava | 7:62, 6:4      |
| 2016 | Nicolás Kicker          | Blaž Rola               | 2:6, 6:3, 6:0  |
| 2015 | Pablo Carreño Busta     | Matteo Viola            | 6:2, 6:2       |

### Doppel
| Jahr | Sieger                                    | Finalgegner                           | Ergebnis         |
| ---- | ----------------------------------------- | ------------------------------------- | ---------------- |
| 2025 | Romain Arneodo Manuel Guinard             | Robin Haase Vasil Kirkov              | 3:6, 6:3, [10:5] |
| 2024 | Guido Andreozzi Miguel Ángel Reyes Varela | N. Sriram Balaji Andre Begemann       | 6:4, 7:5         |
| 2023 | Boris Arias Federico Zeballos             | Luciano Darderi Juan Pablo Paz        | 7:63, 7:66       |
| 2022 | Sadio Doumbia Fabien Reboul               | Marco Bortolotti Sergio Martos Gornés | 6:2, 6:4         |
| 2021 | Witalij Satschko Dominic Stricker         | Tomás Martín Etcheverry Renzo Olivo   | 6:3, 5:7, [10:8] |
| 2020 | abgesagt                                  | abgesagt                              | abgesagt         |
| 2019 | Tomislav Brkić Ante Pavić                 | Rogério Dutra da Silva Szymon Walków  | 6:4, 6:3         |
| 2018 | Daniele Bracciali Matteo Donati           | Tomislav Brkić Ante Pavić             | 6:3, 3:6, [10:7] |
| 2017 | Salvatore Caruso Jonathan Eysseric        | Nicolás Kicker Fabrício Neis          | 6:3, 6:3         |
| 2016 | Rogério Dutra da Silva Andrés Molteni (2) | Nicolás Barrientos Fabrício Neis      | 7:5, 6:3         |
| 2015 | Andrea Collarini Andrés Molteni (1)       | Jamie Cerretani Costin Pavăl          | 6:3, 7:5         |